# Campagna di Bristoe
La campagna di Bristoe fu costituita da una serie di battaglie combattute in Virginia tra ottobre e novembre del 1863 nel quadro del Teatro Orientale della guerra di secessione americana. Il maggior generale unionista George G. Meade alla guida dell'Armata del Potomac tentò invano di annientare il generale Lee e la sua Armata Confederata della Virginia Settentrionale.

## Antefatti
Dopo la sconfitta a Gettysburg, Lee aveva ritirato i suoi uomini attraverso il Potomac in Virginia. Meade fu duramente contestato per la mancanza di aggressività nell'inseguimento dell'esercito confederato durante la ritirata, e così preparò un piano per rimediare al mancato trionfo unionista. Quando in settembre Lee dislocò due divisioni per la battaglia di Chickamauga, Meade tentò di approfittare della situazione iniziando il suo inseguimento. Tuttavia, dopo una serie di piccoli scontri, lo stesso Meade fu costretto ad inviare parte delle sue truppe a rafforzare l'Unione nella campagna di Chattanooga. Venutone a conoscenza, Lee optò per un'audace mossa, tentando di aggirare le truppe federali e attaccarle sul fianco. Meade, nonostante la superiorità numerica, ritirò l'Armata del Potomac in posizione di difesa.

## Battaglie
| Battaglia                                 | Luogo                    | Data       | Esito                | Comandanti e Effettivi Unione | Comandanti e Effettivi CSA | Perdite Unione | Perdite CSA | Note                         |
| ----------------------------------------- | ------------------------ | ---------- | -------------------- | ----------------------------- | -------------------------- | -------------- | ----------- | ---------------------------- |
| Prima battaglia di Auburn                 | Contea di Fauquier       | 13 ottobre | inconcludente        | William H. French             | JEB Stuart                 |                |             | complessivamente 50 perdite  |
| Seconda battaglia di Auburn               | Contea di Fauquier       | 14 ottobre | inconcludente        | John C. Caldwell              | R.S. Ewell JEB Stuart      |                |             | complessivamente 100 perdite |
| Battaglia di Bristoe Station              | Contea di Prince William | 14 ottobre | vittoria dell'Unione | G.K. Warren                   | A. P. Hill                 | 360            | 1 810       |                              |
| Battaglia di Buckland Mills               | Buckland, Virginia       | 19 ottobre | vittoria confederata | Judson Kilpatrick             | JEB Stuart                 |                |             |                              |
| Seconda battaglia di Rappahannock Station | Contea di Fauquier       | 7 novembre | vittoria dell'Unione | John Sedgwick una divisione   | J.A. Early 2 000           | 419            | 1 670       |                              |

### Prima battaglia di Auburn
Un piccolo gruppo della cavalleria confederata di Jeb Stuart, impegnato in un raid contro i carri di rifornimento federali, si imbatté nella colonna di fanteria unionista del generale French. Dopo un piccolo scontro che causò complessivamente 50 perdite, Stuart, davanti alla forza superiore dell'Unione, nascose i suoi uomini in un burrone. Dal suo nascondiglio inviò 6 scout, travestiti da nordisti, ad avvisare Lee.

### Seconda battaglia di Auburn
I rinforzi confederati inviati da Lee, guidati dal ten. gen. Ewell, riuscirono a disimpegnare il comando di cavalleria di JEB Stuart, rimasto intrappolato tra due colonne dell'Unione, e si scontrarono con la retroguardia del III Corpo d'armata guidato dal generale Caldwell. Lo scontro fu inconcludente.

### Battaglia di Bristoe Station
Con Meade costantemente alle calcagna, Lee tentò di capovolgere la situazione inviando le truppe del ten. gen. A.P. Hill contro la retroguardia unionista. Senza un'adeguata ricognizione, Hill non si accorse della presenza del II Corpo d'armata del magg. gen. Warren e cadde in un'imboscata. I Confederati subirono ingenti perdite (1 360 tra feriti e uccisi, 450 catturati), i Federali solo 360. Nonostante il successo i nordisti si ritirarono a Centreville e le truppe di Lee ne approfittarono distruggendo le linee della Orange and Alexandria Railroad facendo perdere un mese ai nemici per le riparazioni.

### Battaglia di Buckland Mills
Dopo la sconfitta nella battaglia di Bristoe Station, l'esercito sudista si ritirò inseguito dalla cavalleria unionista guidata dal brig. gen. Kilpatrick. La cavalleria di Stuart, incaricata di coprire la ritirata, attirò il nemico in un'imboscata presso Chestnut Hill e lo mise in rotta. Le truppe federali vennero inseguite per 8 km in un episodio noto come la "Corsa di Buckland".

### Seconda battaglia di Rappahannock Station
Lee si ritirò oltre le sponde del fiume Rappahannock, lasciando una testa di ponte sulla riva nord. Con un attacco a sorpresa al crepuscolo, il Corpo d'armata dal mag. gen. Sedgwick invase le posizioni confederate della Rappahannock Station, catturando due brigate (più di 1 600 uomini) della divisione di Early e consentendo l'attraversamento del fiume ai nordisti.

## Conseguenze
Nonostante la mancanza di risultati significativi, la Campagna di Bristoe testimonia la brillante ingegnosità tattica di Robert Edward Lee che, a dispetto della superiorità numerica avversaria, riuscì a prendere l'iniziativa, a far indietreggiare di 70 km i nordisti e a distruggere la linea ferroviaria che garantiva i rifornimenti alle truppe dell'Unione che impiegarono un mese per riparare i danni.